# 차백진
차백진(車百振, 1967년 3월 26일 ~ )는 대한민국의 제4·5·6대 부산광역시 연제구의원이었다.

## 학력
- 동의대학교 의류학 학사 졸업

## 경력
- 연미초등학교 운영위원장
- 2002.07 ~ 2006.06 제4대 부산광역시 연제구의회 의원
- 2002.07 ~ 2004.07 제4대 부산광역시 연제구의회 전반기 의회운영위원회 간사
- 2002.07 ~ 2004.07 제4대 부산광역시 연제구의회 전반기 기획총무위원회 위원
- 2004.07 ~ 2006.06 제4대 부산광역시 연제구의회 후반기 기획총무위원회 위원
- 2006.07 ~ 2010.06 제5대 부산광역시 연제구의회 의원
- 2006.07 ~ 2008.07 제5대 부산광역시 연제구의회 전반기 의회운영위원회 위원장
- 2006.07 ~ 2008.07 제5대 부산광역시 연제구의회 전반기 기획총무위원회 위원
- 2008.07 ~ 2010.06 제5대 부산광역시 연제구의회 후반기 부의장
- 2008.07 ~ 2010.06 제5대 부산광역시 연제구의회 후반기 사회도시위원회 간사
- 2010.07 ~ 2014.06 제6대 부산광역시 연제구의회 의원
- 2010.07 ~ 2012.07 제6대 부산광역시 연제구의회 전반기 기획행정위원회 위원
- 2012.07 ~ 2014.06 제6대 부산광역시 연제구의회 후반기 기획행정위원회 간사
- 2012.07 ~ 2014.06 제6대 부산광역시 연제구의회 후반기 사회도시위원회 위원
- 2016 부산광역시 연제구의회 후보

## 역대 선거 결과
|  | 46.79% |

|  | 21.55% |

|  | 47.81% |

|  | 0% |

|  | 26.18% |

|  | 9.65% |